# Beloomout
Beloomout (en russe : Белоомут) est une commune urbaine située dans le raïon de Loukhovitsy et l'oblast de Moscou, en Russie. Population : 6 558 (2010); 7 029 (2002) 8 305 (1989).